# Orplid-Hochhaus
Das Orplid-Hochhaus ist ein Wohnhochhaus in der Stadt Böblingen. Der Entwurf stammt von dem Architekten Hans Scharoun. Es gehört zu den bedeutendsten Werken moderner Architektur im Landkreis Böblingen. Nach der Wohnsiedlung Rauher Kapf, war das Orplid Scharouns zweites großes Bauprojekt in Böblingen. Das Wohnhochhaus mit Eigentumswohnungen und Tiefgarage sollte Scharouns letztes Wohnprojekt sein. 1967 begannen die Bauarbeiten zu dem 15-stöckigen Bau. 1971 zogen die ersten Bewohner ein. Seit 1995 steht es als Kulturdenkmal unter Denkmalschutz.
Das Hochhaus zeichnet sich durch einen vielfach gebrochenen Grundriss aus, der sich in den Wohnungsgrundrissen fortsetzt; rechte Winkel wurden vermieden wo immer es möglich war. Die mehrfach gebrochene Außenfassade gibt dem Gebäude von jeder Betrachtungsposition aus ein anderes Aussehen. Durch die vorspringenden Balkone, maritim anmutende Bullaugenfenster und das verglaste Treppenhaus sowie die bewegte Dachlandschaft wirkt das Orplid wie eine dynamische, architektonische Großplastik.

## Lage und Namensgebung
Das Orplid-Hochhaus liegt im Böblinger Stadtteil Im Grund zwischen der Genkerstraße im Norden und der Amsterdamer Straße im Süden. Der längliche Bau ist in der Nordwest–Südost Achse ausgerichtet und liegt auf einem parkartigen, bewaldeten Grundstück mit Kinderspielplatz und angrenzendem Bolzplatz. Das Orplid bildet zusammen mit zwei konventionellen Wohnhochhäusern (die sogenannten „Weißen Hochhäuser“), die südlich der Amsterdamer Straße liegen, den westlichen Abschluss des Wohnviertels. Westlich des Orplid beginnen landwirtschaftliche Flächen mit einer Landschaftsgärtnerei, einem landwirtschaftlichen Betrieb und einem Reiterhof. Der Stadtteil Im Grund ist durch ein durchgrüntes, heterogenes Siedlungsgefüge gekennzeichnet, das südlich durch den bewaldeten Hang zur Diezenhalde abgeschlossen wird. Nördlich schließen die Gleise der Schönbuchbahn den Siedlungsraum ab. Gemäß der Planungsprinzipien der späten Nachkriegszeit ist Im Grund als Großwohnsiedlung angelegt, und die Erschließung des Gebiets war durch den Gedanken der autogerechten Stadt geprägt.
Orplid ist ein von Eduard Mörike erfundenes Kunstwort, welches ein Märchen-Traumland bezeichnet (Gesang Weylas). Es wurde auch bei Ludwig Amandus Bauer (Orplid’s letzte Tage) und Gottfried Benn (Nur noch flüchtig alles) verwendet. Erich Kläger ist der Meinung, dass Scharoun sich von Gottfried Benn inspirieren ließ.

## Planung und Bau
Die Einwohnerzahl Böblingens steig von 15.000 im Jahre 1953 auf rund 40.000 im Jahre 1970 an. Auf die hohe Wohnungsnachfrage wurde im Jahr 1962 dem Bebauungsplan für das neue 25 ha große Baugebiet Im Grund zugestimmt. Nach der Inbetriebnahme des Fernheizkraftwerks 1965 wurde mit der Wohnbebauung und dem Bau der sozialen Infrastruktur begonnen. Neben vierstöckigen Hochhäusern in Zeilenbebauung wurden in der Goerdelerstraße drei 16-geschossige Hochhausscheiben mit je 96 Wohnungen errichtet, deren Fertigstellung erfolgte ca. 1968. Für die Errichtung der „Weißen Hochhäuser“ in der Amsterdamer Straße wurde 1966 ein Bebauungsplan erstellt. Zu diesem gehörte auch das 15-stöckige Orplid-Hochhaus mit Eigentumswohnungen und Tiefgarage. Dieses von Hans Scharoun als Solitär geplante Wohnhochhaus wurde mit dem Partnerarchitekten Kurt Storm für die Universum Treubau Wohnungs-GmbH errichtet. Projektleiter war Peter-Fritz Hoffmeyer-Zlotnik. 1970/71 war das Orplid bezugsfertig.

## Das Orplid

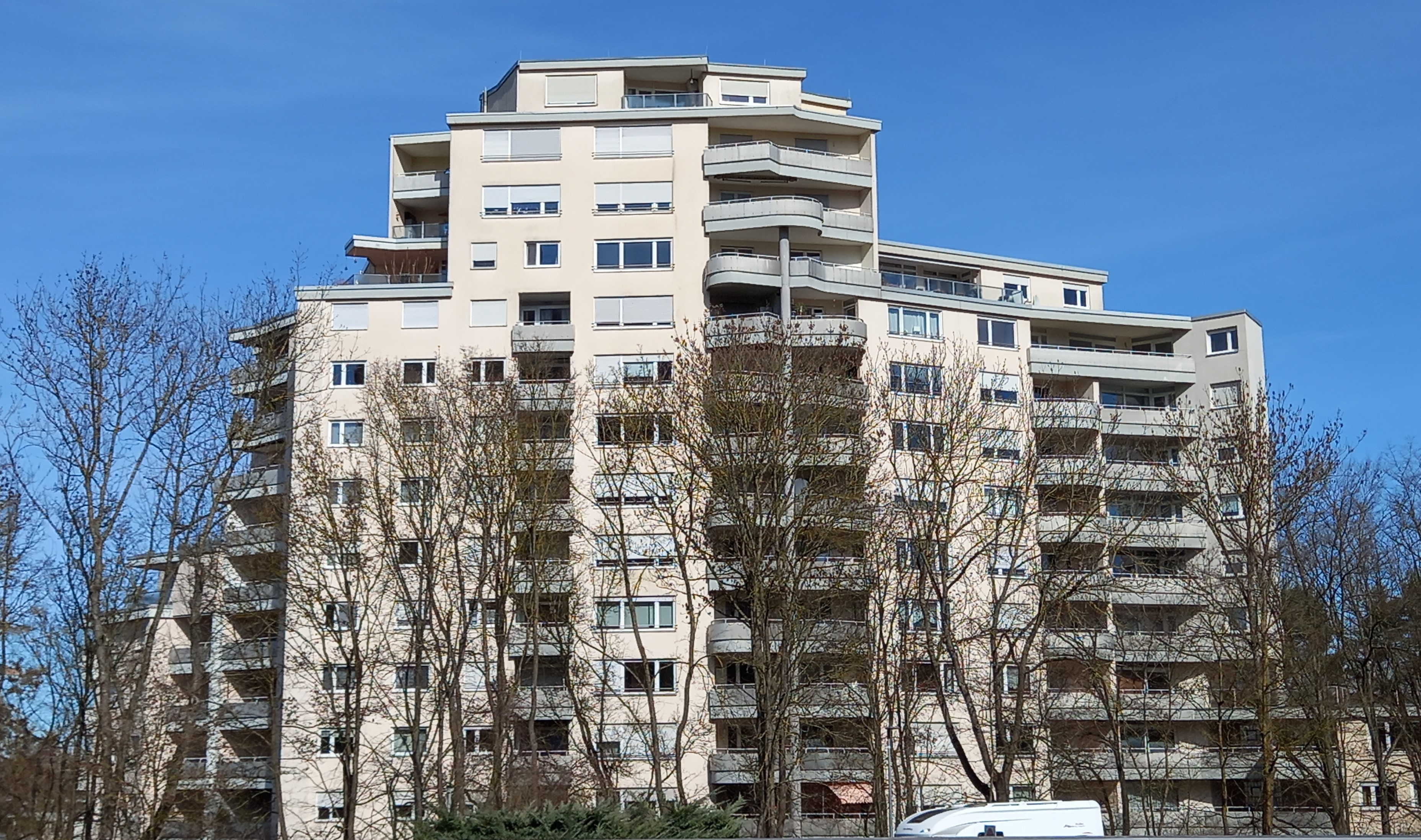
Orplid-Hochhaus, Südfassade

Das Orplid-Hochhaus ist ein wichtiges stadtbaugeschichtliches und städtebauliches Highlight des Stadtteils Im Grund und der Stadt Böblingen. Das Orplid steht mit seinen 90 Eigentumswohnungen für die expressionistische und organische Architekturströmung der späten sechziger Jahre. Im Vergleich zur Banalität der benachbarten „Weißen Hochhäuser“ zeigt sich die architektonische Qualität Scharouns. Der wuchtigen Betonschachtelarchitektur des nüchternen Funktionalismus dieser Zeit stellt das Orplid jede Menge Überraschungen und unkonventionelle Details entgegen. Zu nennen sind die maritim anmutenden Bullaugenfenster, der vielfach gebrochene Grundriss und die zackenförmigen oder auch rund heraustretenden Balkone. Scharoun gliederte die Baumassen so gekonnt, dass zu keiner Zeit Monotonie aufkommt. Von jeder Position aus bietet das Gebäude eine andere Ansicht.
Die 40 m² bis 200 m² großen Wohnungen haben asymmetrische Grundrisse. Gemäß den Grundsätzen der organischen Architektur konzipierte Scharoun auch das Orplid von innen nach außen. Das Diktat des rechten Winkels wurde aufgebrochen, wo immer es möglich erschien. Es leben nur fünf oder sechs Parteien pro Stockwerk. Die Zugänge zu den Wohnungen erfolgen z. T. über Laubengänge und sind so konzipiert, dass sich die Bewohner gelegentlich begegnen. Gemäß Scharouns Leitmotiv „Baukunst muss ihre Grundlage im Gefühlsleben der Menschen haben“ wurde das Orplid keine anonyme Schlafburg, sondern ein Wohnblock, der sich in kleine Einheiten aufgliedert, in denen sich intakte Nachbarschaftsbeziehungen entwickeln können. Als Folge fühlen sich die meisten Bewohner im Orplid sehr wohl.

Ansichten des Orplid-Hochhauses in Böblingen
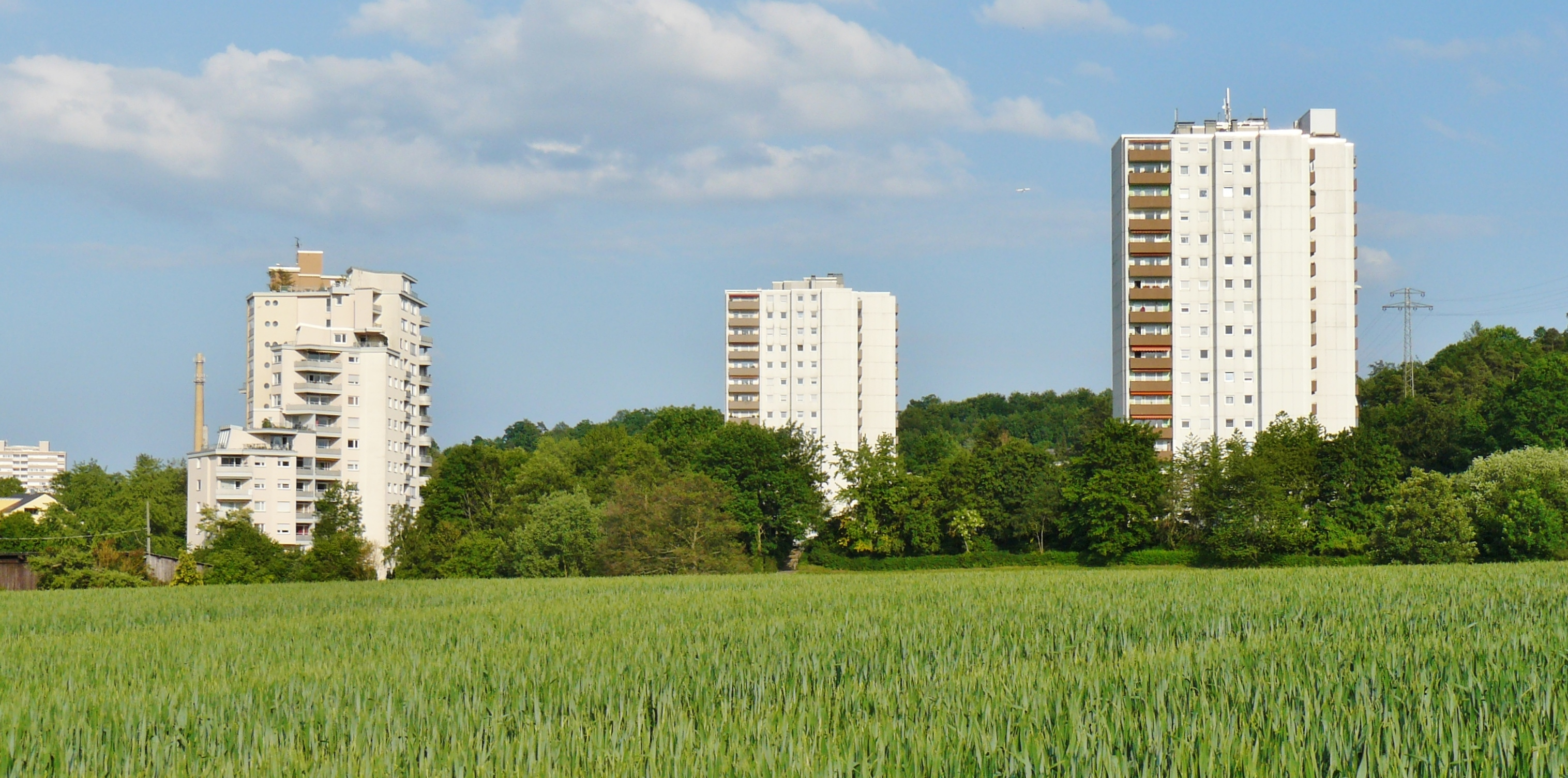
Orplid (links) mit den „Weißen Hochhäusern“
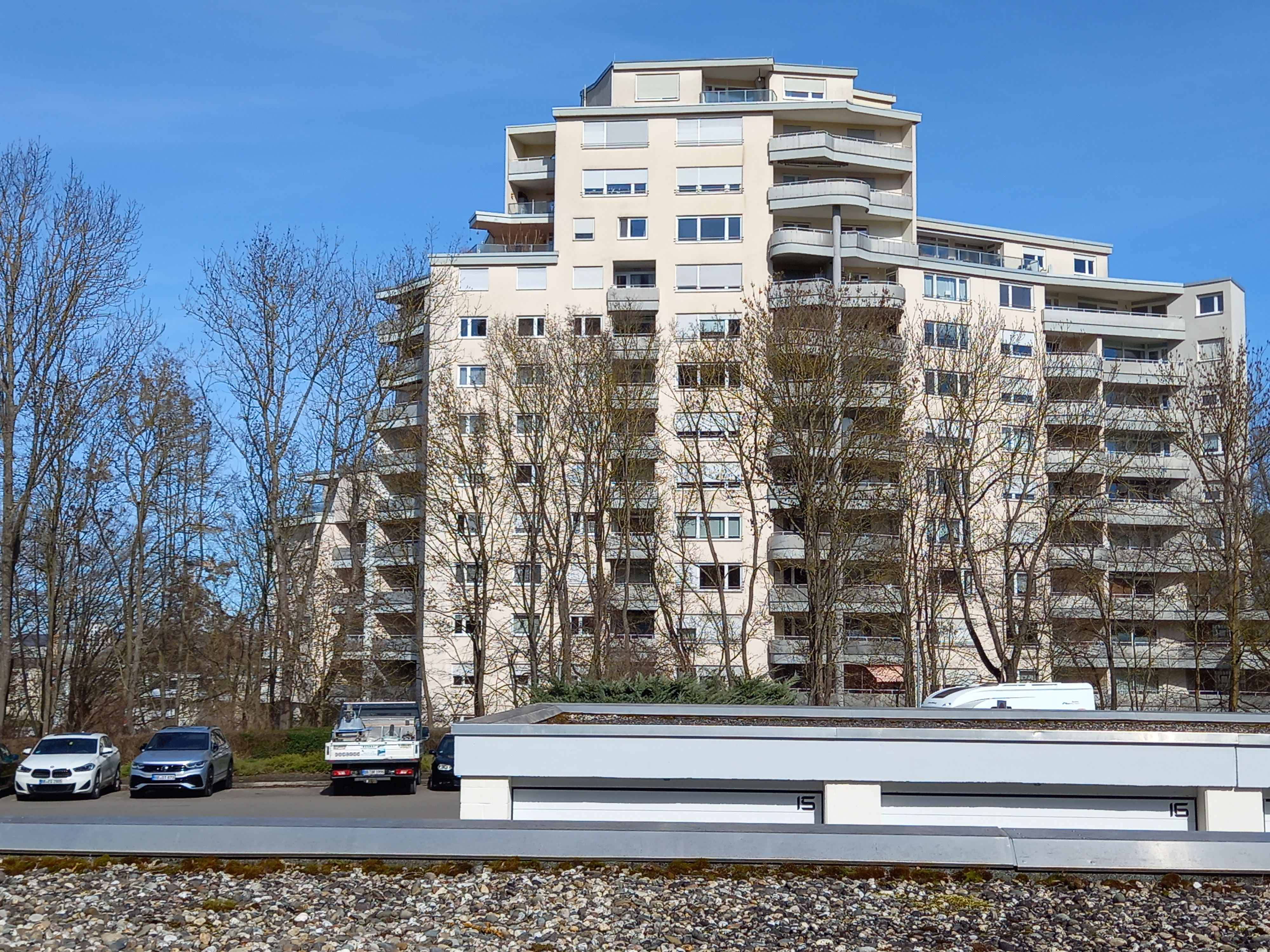
Südseite des Orplid
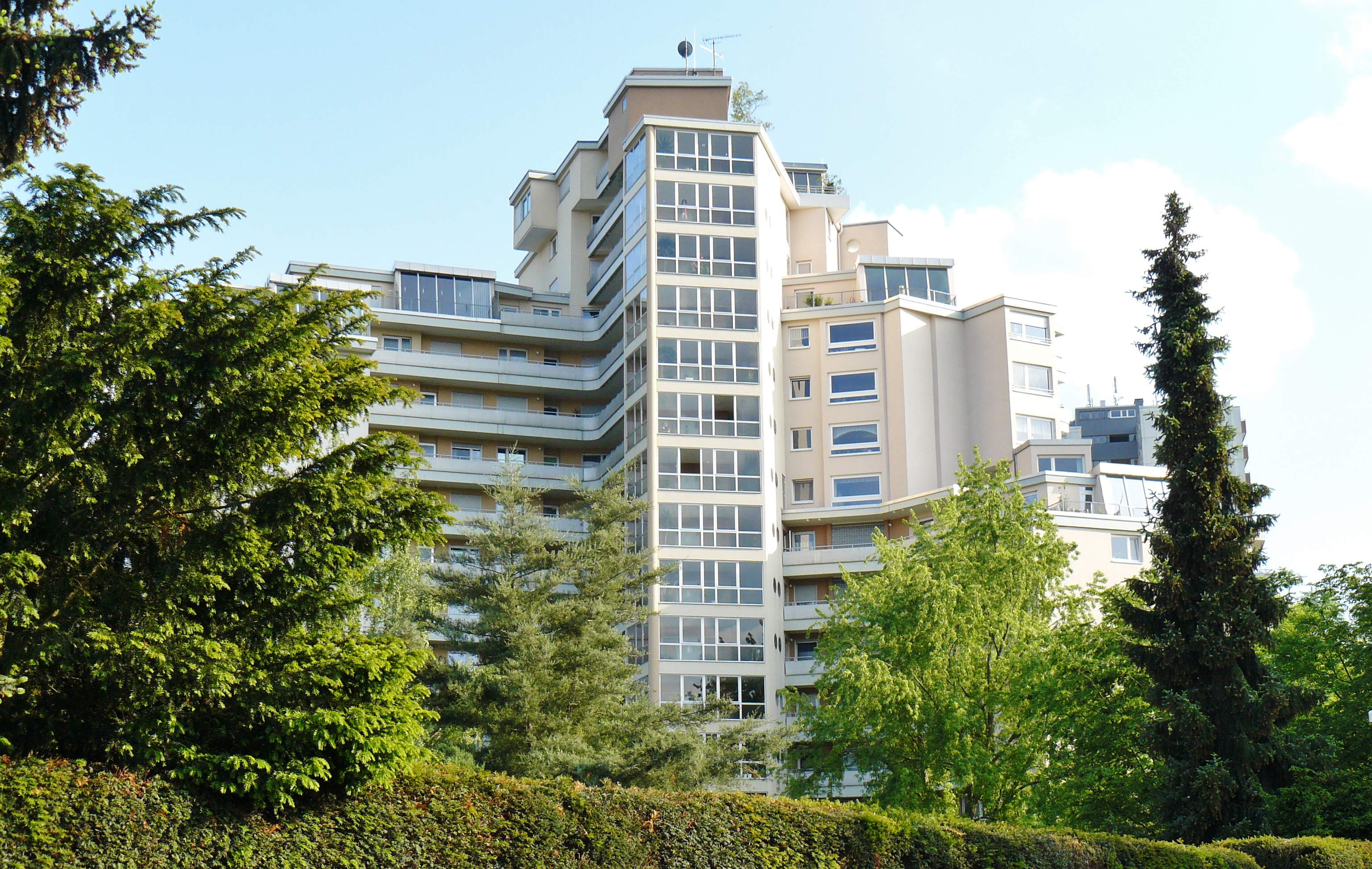
Nordseite mit Laubengängen
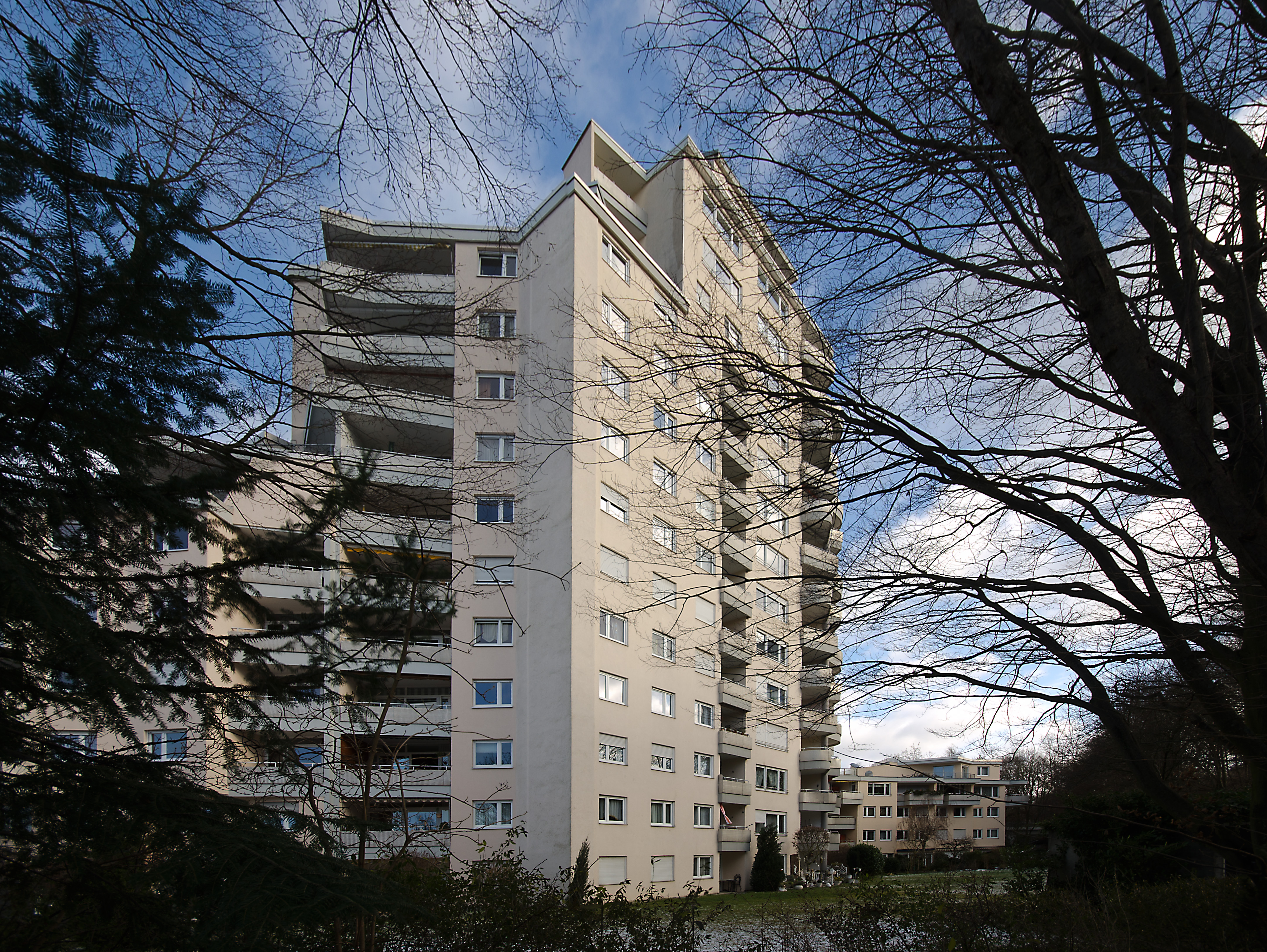
Westseite des Orplid
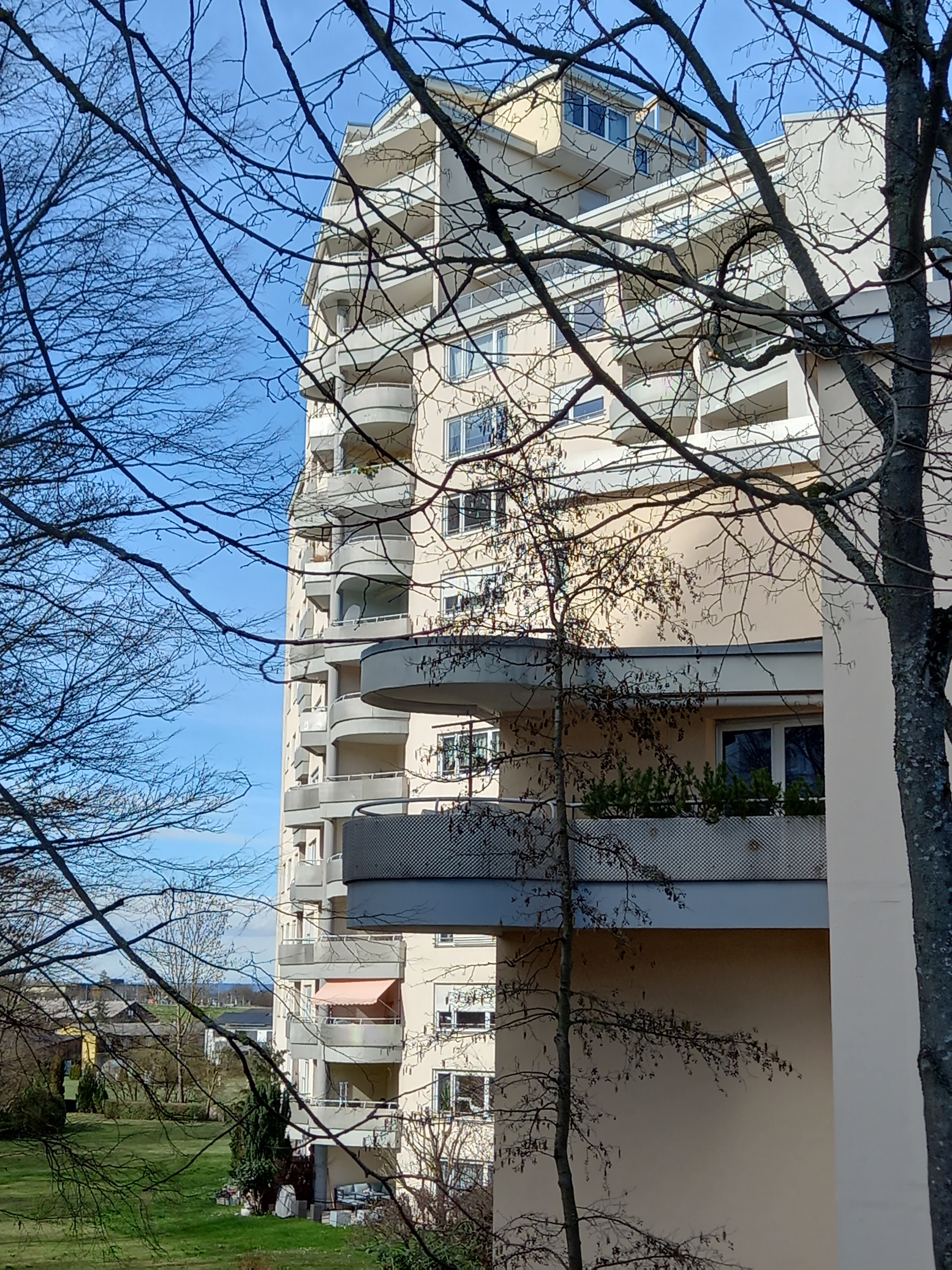
Ostseite des Orplid